# Rotterdam Open 2012
Il Rotterdam Open 2012, conosciuto anche con il nome di ABN AMRO World Tennis Tournament 2012 per ragioni di sponsorizzazione, è stato un torneo di tennis giocato su campi di cemento indoor. È stata la 39ª edizione del Rotterdam Open, facente parte dell'ATP World Tour 500 series nell'ambito dell'ATP World Tour 2012. Si è giocato nell'impianto dell'Ahoy Rotterdam, a Rotterdam nei Paesi Bassi, dal 13 al 20 febbraio 2012.

## Giocatori

### Teste di Serie
| Nazione   | Giocatore             | Ranking* | Testa di Serie |
| --------- | --------------------- | -------- | -------------- |
| Svizzera  | Roger Federer         | 3        | 1              |
| Rep. Ceca | Tomáš Berdych         | 7        | 2              |
| Argentina | Juan Martín del Potro | 10       | 3              |
| Spagna    | Feliciano López       | 15       | 4              |
| Francia   | Richard Gasquet       | 16       | 5              |
| Ucraina   | Aleksandr Dolhopolov  | 18       | 6              |
| Serbia    | Viktor Troicki        | 22       | 7              |
| Spagna    | Marcel Granollers     | 27       | 8              |

* Ranking al 6 febbraio 2012.

### Altri partecipanti
I seguenti giocatori hanno ricevuto una wild card per il tabellone principale:
- Thiemo de Bakker
- Jesse Huta Galung
- Igor Sijsling

I seguenti giocatori sono passati dalle qualificazioni:

- Matthias Bachinger
- Karol Beck
- Paul-Henri Mathieu
- Rik De Voest

## Punti e montepremi
Il montepremi complessivo è di 1.207.500 €.
| Torneo    | Torneo              | V       | F       | SF     | QF     | 2T     | 1T    | Q  | Q3 | Q2  | Q1  |
| Singolare | Punti               | 500     | 300     | 180    | 90     | 45     | 0     | 20 | 0  | 10  | 0   |
| Singolare | Premi in denaro (€) | 290.550 | 131.000 | 62.050 | 29.940 | 15.265 | 8.395 | –  | 0  | 945 | 525 |
| Doppio    | Punti               | 500     | 300     | 180    | 90     | 0      | –     | –  | –  | –   | –   |
| Doppio    | Premi in denaro (€) | 85.840  | 38.730  | 18.260 | 8.830  | 4.530  | –     | –  | –  | –   | –   |

## Campioni

### Singolare
Roger Federer ha sconfitto in finale  Juan Martín del Potro per 6-1, 6-4.
- È il settantunesimo titolo in carriera per Federer, il primo nel 2012 ed il secondo a Rotterdam dopo il successo del 2005.

### Doppio
Michaël Llodra /  Nenad Zimonjić hanno sconfitto in finale  Robert Lindstedt /  Horia Tecău per 4-6, 7-5, [16-14].